# Uma História de Amor e Fúria
Uma História de Amor e Fúria (prt: Rio 2096: Uma História de Amor e Fúria) é um filme de animação brasileira, do gênero ficção científica, escrito e dirigido por Luiz Bolognesi. O filme é produzido pela Gullane e Buriti Filmes, com a coprodução da Lightstar Studios.
Foi lançado em 5 de abril de 2013 nos cinemas brasileiros e nos cinemas portugueses a 26 de fevereiro de 2015. O enredo conta a história de um homem que está vivo há 600 anos no Brasil. O protagonista passa por momentos marcantes da história do país, desde os conflitos indígenas na época da chegada dos europeus, passando pela Balaiada, no Maranhão, pela ditadura militar e a guerra pela água num futuro não tão distante em 2096.
Uma História de Amor e Fúria venceu o principal prêmio do Annecy International Animated Film Festival na França, tornando-se a primeira animação brasileira a ser selecionada para essa competição. Foi um dos 19 filmes indicados ao Oscar de melhor filme de animação na edição 86 de 2014.

## Enredo
Em 1566 onde hoje é o Brasil, o índio Abeguar e sua amiga Janaína da tribo dos Tupinambás, fogem de uma onça pulando de um penhasco, onde Abeguar misteriosamente consegue voar sobre as árvores, salvando a vida dos dois. O pajé da aldeia diz a Abeguar que Anhangá (espírito da morte e destruição) virá e dominará a terra em que vivem, e avisa que só quando Abeguar aprender a confrontá-lo poderá voar novamente; Além de que ele não poderá morrer até que isso aconteça. No dia seguinte, o cacique Piatã diz que eles e os franceses atacarão os portugueses em Bertioga. À noite, o pajé aparece novamente e avisa que o ataque não pode ser realizado senão os portugueses revidarão. Piatã não escuta e, dias depois, os portugueses junto aos Tupiniquins, atacam as naus francesas e massacram a aldeia. Abeguar, Janaína e algumas crianças conseguem fugir, mas Janaína é morta e as crianças são escravizadas pelos portugueses, que fundam no lugar da aldeia a vila de São Sebastião do Rio de Janeiro. Abeguar pula do topo do Corcovado e se transforma em um pássaro.
Em 1825, Abeguar reencontra Janaína (em outro corpo) no Maranhão e se transforma novamente, reencarnado como Manuel. Casados e com duas filhas, eles são constantemente oprimidos pelo governo. Após sua filha mais velha ser estuprada por um oficial, ele participa de uma revolta e toma a cidade de Caxias. O coronel Luís Alves mais tarde consegue expulsá-los e passa a perseguir os revoltosos incessantemente. Manuel é morto e Janaína e as meninas são escravizadas até que morrem de doenças. Carinama, Sete estrelas e Raio sobrevivem e iniciam o cangaço no sertão e Luís é condecorado e se torna Duque de Caxias.
Em 1968 no Rio de Janeiro, Manuel (agora como Cau) e Janaína lutam contra o regime militar. Janaína namora Júnior, o líder dos  guerrilheiros. Após uma operação, eles são capturados pela polícia, com os militares ameaçando torturar Janaína caso Cau não revele a localização da base. Na prisão, Cau faz amizade com Feijão, enquanto Júnior e os outros passam à odiá-lo Em 1980, após passarem sete anos presos, Janaína se casa e tem um filho com Júnior, Cau se torna professor em uma favela e Feijão vira um miliciano. A polícia aparece após o grupo de Feijão realizar um assalto a banco e Cau é morto no tiroteio.
Em 2096, o planeta sofre de uma grande escassez de água. O Rio de Janeiro se tornou a cidade mais avançada do mundo graças à empresa AquaBras, que controla a água do aquífero Guarani, e à milícia particular, uma corporação de segurança extremamente violenta. Cau reencarna como JC, um jornalista de alto nível que reclama da desigualdade na cidade, e Janaína reencarna como uma guerrilheira que trabalha como prostituta. Janaína e seu grupo fazem o CEO da AquaBras de refém e armam para que a milícia o mate por acidente, acabando com a reputação da mesma. JC a salva de ser baleada e os dois pulam da janela da sede da empresa, com JC finalmente sendo capaz de voar de novo.

## Elenco
- Selton Mello como Guerreiro Imortal
- Camila Pitanga como Janaína
- Rodrigo Santoro como Piatã / Júnior

## Produção
Em 2001, quando o roteirista e diretor Luiz Bolognesi estava envolvido na produção do filme Bicho de Sete Cabeças, se perguntou no que queria fazer logo após terminar o trabalho. E o que mais queria produzir era um longa de animação. "Eu tenho duas paixões, que são quadrinhos e a história do Brasil. Então resolvi fazer um filme que misturasse essas duas coisas", afirmou Bolognesi. Inicialmente o filme se chamaria Lutas e, posteriormente, teve o título alterado para Rio 2096, e logo depois finalmente foi anunciado que seria Uma História de Amor e Fúria.
Além de traço e linguagem de HQ, o filme também teve inspiração de desenhos japoneses e outros sul-coreanos, numa tradição que vem de anime. Luis Bolognesi não queria fazer uma animação toda feita no computador, então resolveu fazer o filme usando a técnica clássica de animação, de lápis sobre o papel. Bolognesi fez uma longa pesquisa com profissionais das áreas de história e antropologia para definir quais períodos da história do Brasil seriam mencionados no filme.

## Recepção

### Bilheteria
Até 05 de abril de 2013, Uma História de Amor e Fúria havia sido visto por 8.438 pessoas, assim arrecadando R$ 110 mil reais em sua semana de estréia.

### Crítica
De acordo com o site AdoroCinema, Uma História de Amor e Fúria recebeu críticas geralmente positivas dos críticos especializados, atingindo uma média de 3,4 de 5 estrelas, baseado em 12 críticas veiculadas na imprensa. Adriana Cruz do Cinema com Rapadura escreveu: "O enredo é bem construído e ver a história do Brasil contata de forma tão clara e tão bem arquitetada em animação mostra uma nova área cinematográfica que precisa ser mais explorada e, quem sabe, ampliada em nosso país". Wilker Medeiros do CinePOP disse que o "romance do filme consegue ir além e flertar com temas extremamente complexos e polêmicos como política, preconceito e apreciações históricas, intencionalmente equivocadas".
Mariane Morisawa, do website Preview, sustentou que "a ideia é melhor que a realização, mas é um bom caminho a trilhar", enquanto Marcelo Hessel, do site Omelete, teve uma avaliação menos positiva. Para Hessel, o filme é " menos um acerto de contas provocativo com o passado do que uma revisão politicamente correta da história do Brasil". O crítico lamentou ainda a falta de desenvolvimento das histórias, exibidas em segmentos, e o tom "didático" que o filme assume.

### Prêmios e indicações
| Ano  | Prêmio                                               | Categoria           | País           | Resultado |
| ---- | ---------------------------------------------------- | ------------------- | -------------- | --------- |
| 2013 | Annecy International Animated Film Festival          | Melhor Filme        | França         | Venceu    |
| 2013 | Festival Europeu de Cinema Fantástico de Estrasburgo | Prêmio da Audiência | França         | Venceu    |
| 2013 | 4th Brapeq Brazilian Film Festival in China          | Melhor Filme        | Brasil e China | Venceu    |